# نتكاماني

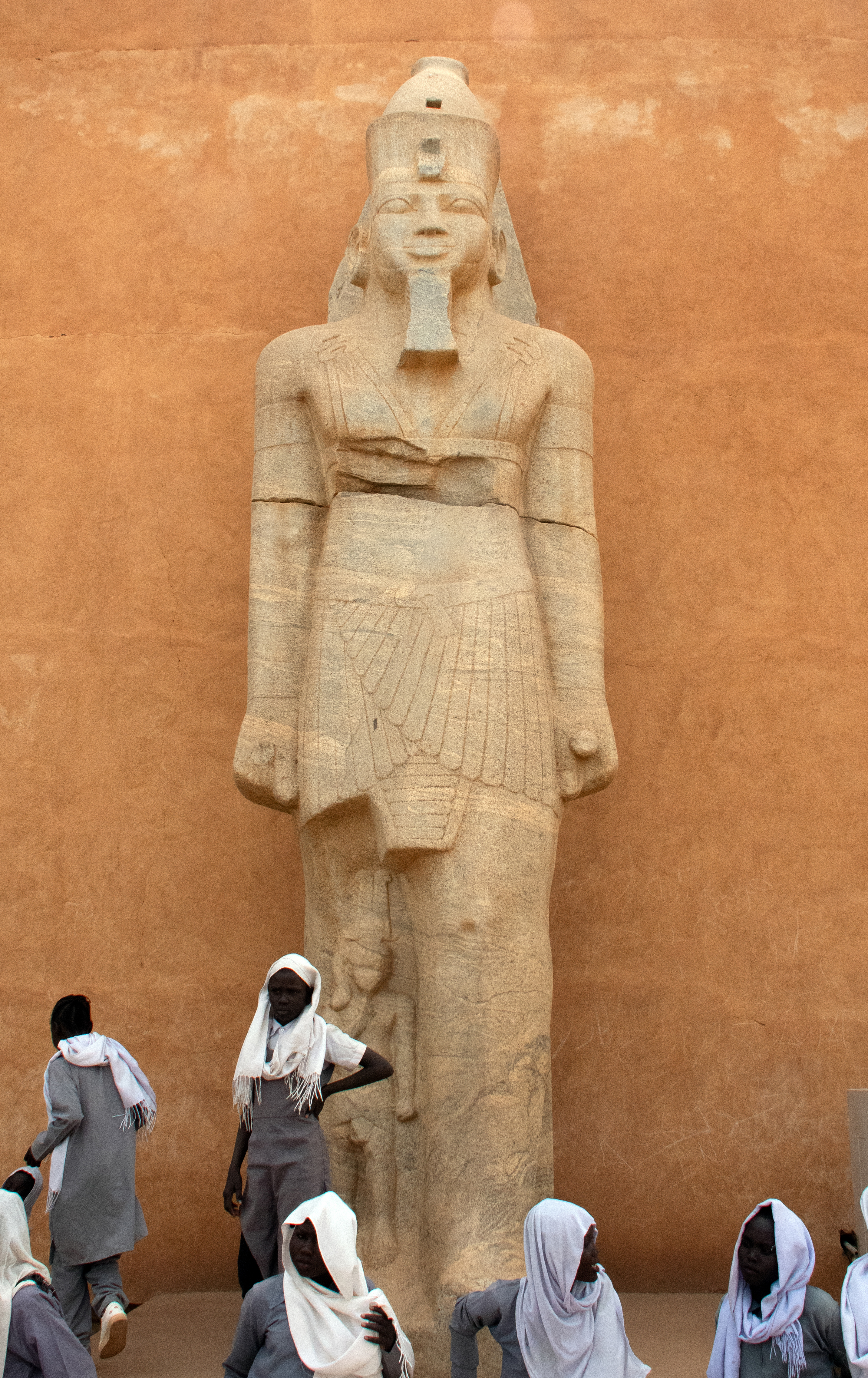
جزيرة أرجو معبد تابو الصرح الأول (طهرقا) تمثال (ب) الملك ناتاكاماني

نتكماني ملك كوشي حكم في الفترة مابين العام الأول الميلادي و العام العشرون بعد الميلاد تقريباً،. وهو أحد أفضل الملوك المرويين الذين تم توثيق اعمالهم وحياتهم وإنجازاتهم، عن طريق المعابد التي شيدها مثل معبد امون في النقعة و معبد فرس فضلاً عن هرمه الخاص في في مروي. فهو ابن الملكة أماني شكتو وخليفتها علي العرش الكوشي .

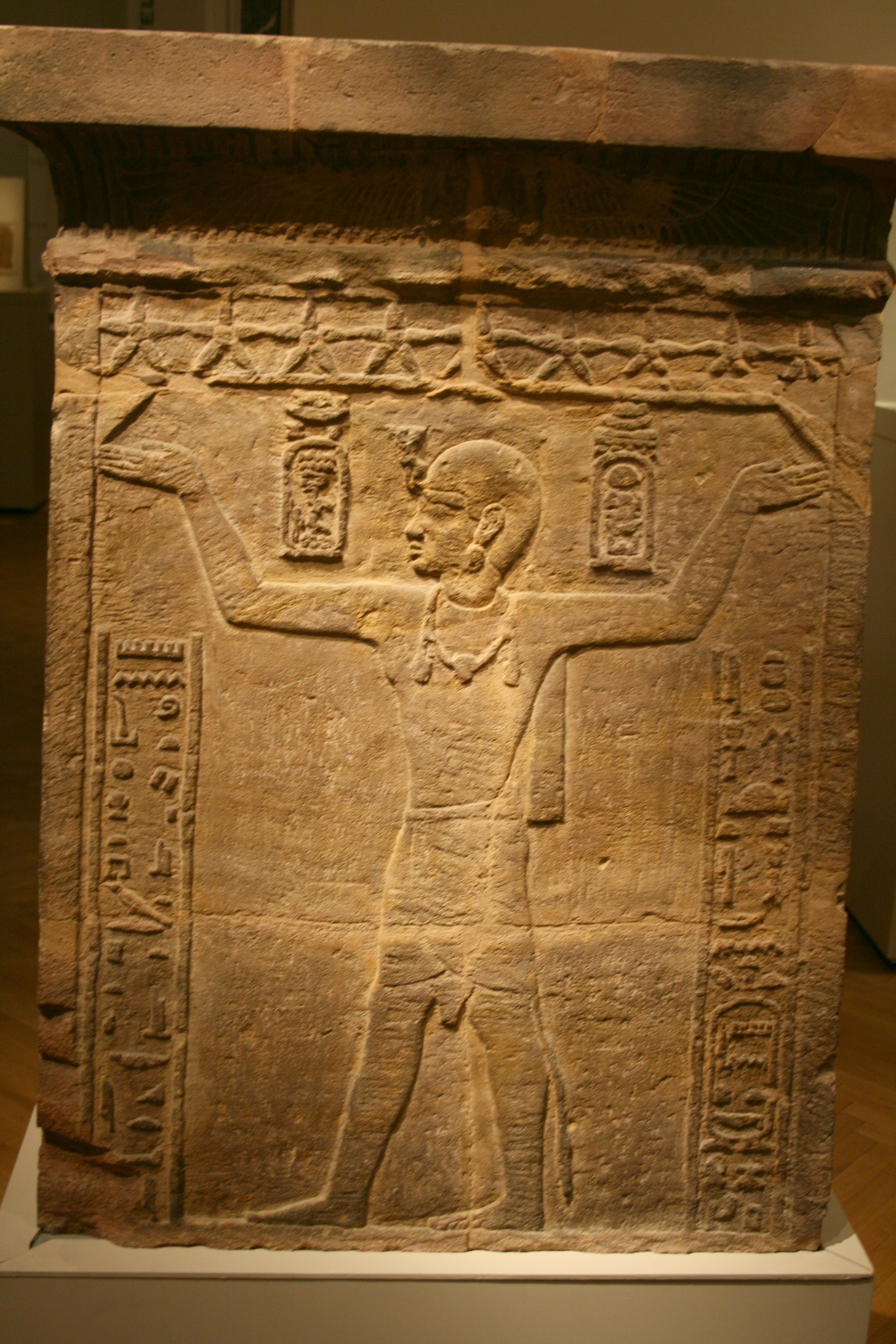
نحت بارز للملك نتكاماني من ود بانقا يعرض في متحف برلين المصري

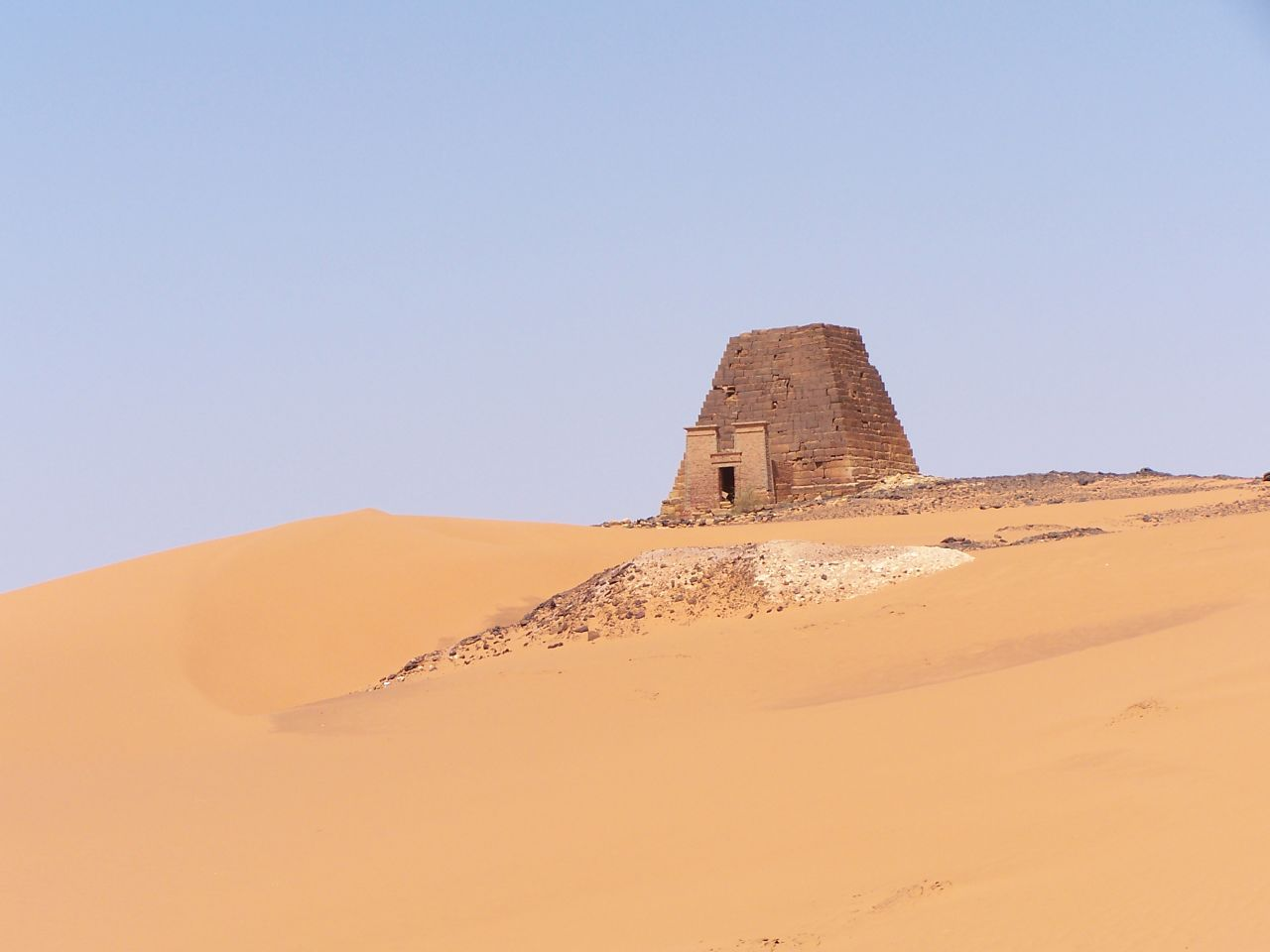
هرم نتكماني رقم 22 في مروي

ويظهر دوماً في العديد من الرسومات والاثآر الي جوار الملكة أماني تيري الوصية علي العرش، ولم تحدد طبيعة علاقتهما بدقة الي الآن: فيمكن ان تكون زوجته أو امه الوصية علي العرش لحين بلوغه السن المناسبة للحكم، ولكن الثابت من العديد من المنحوتات في المعابد انهما طوال فترة الحكم كانا يتمتعان بحقوق وسلطات متساوية.. و وجد له تصوير خاص مع خليفته وأبنه البكر و ولي عهده الأمير ارهانكرر في معبد اباداماك في النقعة..
| سبقه: الملك أمانيخبالي | قائمة ملوك كوش | خلفه: الملك ارهانكرر |